# Корін Ерме
Корін Ерме (фр. Corinne Hermès, до шлюбу Міллер (фр. Corinne Miller; нар. 16 листопада 1961, Ланьї-сюр-Марн) — французька співачка, переможниця пісенного конкурсу Євробачення 1983.
Її кар'єра почалася в 1974 році, коли вона виграла пляжний конкурс в Рокбрюн-сюр-Аржан. У 1979 році дебютувала з синглом «La ville où je vis». У 1983 році представляла Люксембург на Євробаченні з піснею «Si la vie est cadeau» і стала його переможницею. Пісня зайняла четверте місце у французькому, 13-е — в шведському і 14-е — в швейцарському хіт-парадах. Ще два сингли Ерме потрапляли у французькі чарти в 1984 і 1989 роках.
У 2001 році представляла на Євробаченні результати голосування французької телеаудиторії. У 2006 році після 9-річної перерви записала новий альбом «Vraie».

## Дискографія
- 1980 — 36 Front populaire
- 1997 — Ses plus grands succès
- 2006 — Vraie
- 2008 — Si la vie est cadeau — 25 ans